# Сокол, Павел (гребец)
Павел Сокол (чеш. Pavel Sokol; род. 30 июня 1969, Угерске-Градиште) — чешский гребец, выступавший за сборные Чехословакии и Чехии по академической гребле в 1987—1994 годах. Обладатель серебряной медали чемпионата мира, победитель и призёр первенств национального значения, участник летних Олимпийских игр в Барселоне.

## Биография
Павел Сокол родился 30 июня 1969 года в городе Угерске-Градиште, Чехословакия.
Занимался академической греблей в Праге, проходил подготовку в столичном гребном клубе «Дукла».
Впервые заявил о себе на международном уровне в сезоне 1987 года, когда вошёл в состав чехословацкой национальной сборной и выступил на юниорском мировом первенстве в Кёльне, где в зачёте распашных рулевых четвёрок показал второй результат и завоевал серебряную медаль.
В 1991 году в четвёрках с рулевым занял 12-е место на чемпионате мира в Вене.
Благодаря череде удачных выступлений удостоился права защищать честь страны на летних Олимпийских играх 1992 года в Барселоне. В составе экипажа-восьмёрки, куда также вошли гребцы Павел Меншик, Ондржей Голечек, Душан Бусинский, Иржи Шефчик, Петр Блеха, Ян Бенеш, Радек Завадил и рулевой Иржи Птак, благополучно преодолел предварительный квалификационный этап, но на стадии полуфиналов занял в своём заезде последнее место и отобрался лишь в утешительный финал В, где в конечном счёте финишировал шестым. Таким образом, расположился в итоговом протоколе соревнований на 12-й строке. Также отметился выступлением в рулевых двойках, с напарником Душаном Махачеком и рулевым Олдржихом Гейдушеком отобрался в финал С и занял итоговое 16-е место.
После барселонской Олимпиады Сокол ещё в течение некоторого времени оставался действующим спортсменом и продолжал принимать участие в крупнейших международных регатах. Так, в 1993 году он представлял Чехию на домашнем чемпионате мира в Рачице — стал серебряным призёром в программе распашных рулевых четвёрок, уступив в финале только команде Румынии.
В 1994 году на чемпионате мира в Индианаполисе показал 11-й результат в той же дисциплине.